# Merla roquera de dits curts
La merla roquera de dits curts (Monticola brevipes) és una espècie d'ocell de la família dels muscicàpids (Muscicapidae) Es troba a l'Àfrica Austral. El seu hàbitat natural són els matollars secs. El seu estat de conservació es considera de risc mínim.